# Klasztor w Słupie
Klasztor w Słupie – najstarszy konwent klasztorny na Pomorzu Zachodnim. Ruiny zabudowań znajdują się w miejscowości Stolpe an der Peene koło Anklam, w powiecie Vorpommern-Greifswald, w Meklemburgii-Pomorzu Przednim.

## Założenie
Według tradycji, miejsce, w którym utworzono klasztor było miejscem śmierci księcia zachodniopomorskiego Warcisława I, który miał zginąć w obronie świeżo wprowadzanego katolicyzmu. Miejsce wybrał osobiście brat zmarłego, książę Racibor I, chcąc wznieść kościół wotywny w intencji brata. Zabudowania powstały nad brzegiem Piany koło obecnej wsi Słup. Konsekracji dokonano 3 maja 1153 – osiemnaście lat po śmierci Warcisława I. Najprawdopodobniej ciało Warcisława I zostało też wtedy przeniesione do przyklasztornego kościoła pod wezwaniem św. Jana.

## Historia

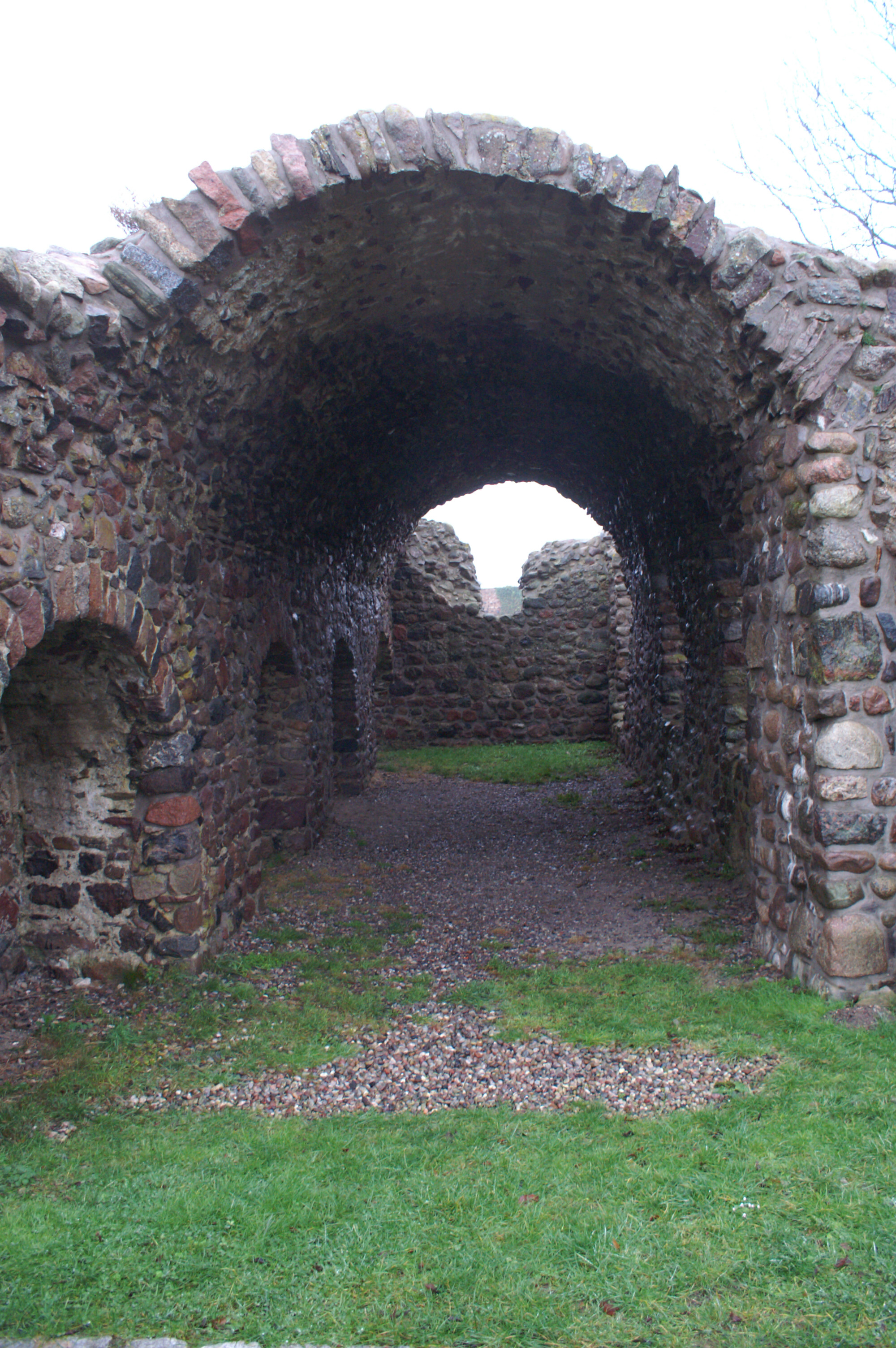
Zachowana część krypt

### Rozwój dóbr klasztornych
Pierwszymi rezydentami klasztoru byli przybyli z klasztoru w Berge koło Magdeburga w Saksonii–Anhalcie benedyktyni, którzy otrzymali we władanie pobliską wieś Słup. Następnymi nadaniami były między innymi wsie Połczyn i Quilow (obecnie część Połczyna). W 1222 klasztor wzbogacił się o wieś Liepen otrzymaną z rąk księżnej Ingardy, wdowy po księciu dymińskim i krzyżowcu Kazimierzu II. Pod koniec XIII wieku benedyktyni w Słupie popadli jednak w problemy gospodarcze. Prawdopodobnie na skutek tego w 1304 zabudowania zostały przekazane cystersom z klasztoru w Schulpforte (obecnie część Naumburga), w Saksonii–Anhalcie.

### Kalendarium
- 3 maja 1153: konsekracja kościoła i klasztoru, osiedlenie benedyktynów
- 1164: w klasztorze spotkali się król duński Waldemar I Wielki oraz książę Saksonii i Bawarii Henryk Lew
- 1180–1190: budowa przyklasztornej trójnawowej bazyliki
- 1222: w klasztorze zamieszkała księżna-wdowa Ingarda duńska
- 1304: klasztor stał się własnością cystersów
- 1305: mnisi ze Słupa założyli podległy im klasztor w Kärkna/Falkenau (obecnie w gminie Tartu w Estonii)
- 1319: kolejny klasztor cystersów słupeckich powstał we wsi Padise w obecnej Estonii
- 1534: książę wołogoski Filip I przyjął luteranizm, nastąpiła sekularyzacja klasztoru
- 1637: bitwa pomiędzy wojskami cesarskimi i szwedzkimi przy budynkach poklasztornych (zniszczenie zabudowań wskutek pożaru)

Do dziś zachował się fragment zabudowań wieży zachodniej wraz z częścią krypt z kościoła pod wezwaniem Św. Jana. 
W Stolpe an der Peene znajduje się także czynny tzw. kościół wotywny Warcisława wybudowany pod koniec XIX wieku.